# Prolymnia
Prolymnia é um gênero de traça pertencente à família Arctiidae.